# کوهی (دوره)
کوهی (به ژاپنی: 康平 Kōhei)؛ نام یک عصر تاریخی ژاپنی (نِنگُو) بود. این عصر بعد از تنگی (دوره) و قبل از جیریاکو قرار داشت و از اوت ۱۰۵۸ تا اوت ۱۰۶۵ میلادی به طول انجامید. در طی این عصر امپراتور گو-ریزی امپراتور ژاپن بود.